# Utivarachna kinabaluensis
Utivarachna kinabaluensis is een spinnensoort uit de familie van de Trachelidae.
De wetenschappelijke naam van de soort werd in 2001 gepubliceerd door Christa Laetitia Deeleman-Reinhold.